# Psectrocladius trindentatus
Psectrocladius trindentatus är en tvåvingeart som beskrevs av Jean-Jacques Kieffer 1922. Psectrocladius trindentatus ingår i släktet Psectrocladius och familjen fjädermyggor. Inga underarter finns listade i Catalogue of Life.